# Municipio de San Andrés Duraznal
El municipio de San Andrés Duraznal es uno de los 124 municipios que conforman al estado de Chiapas, México, ubicado en la Región De Los Bosques.

## Toponimia
Lleva el nombre de Andrés en memoria de San Andrés Apóstol y Duraznal por la cantidad de duraznos que existen en la región.

## Historia

### Fundación
Tanto el pueblo como el municipio de San Andrés Duraznal tuvo su origen en el municipio de Simojovel, Chiapas. La creación del nuevo municipio fue gracias al cumplimiento de los acuerdos de San Andrés Larráinzar sobre "Derechos y Cultura Indígena", que firmaron los representantes de los gobiernos federal y estatal y el EZLN (Ejército Zapatista de Liberación Nacional), en el municipio de Larráinzar el 16 de febrero de 1996. El titular del poder ejecutivo del estado, Roberto Albores Guillén, envió al congreso del Estado una iniciativa de ley que consideraba la creación de 33 nuevos municipios, entre ellos San Andrés Duraznal. Por su parte, en sesión de cabildo del 8 de julio de 1998, el Concejo municipal plural ampliado de Ocosingo, Chiapas, brindó su apoyo al gobernador. *Su creación contribuye a armonizar las posiciones políticas de las comunidades de la región. 

### Principales Hechos Históricos
- Este es uno de los Municipios de nueva creación, como fruto de los primeros acuerdos de San Andrés Larráinzar, entre el Ejército Zapatista de Liberación Nacional y el Gobierno Mexicano.
- El miércoles 28 de julio de 1999 se publicó en el Periódico Oficial n.º 041, el decreto que creó al nuevo municipio de San Andrés Duraznal.
- De acuerdo con el Diario Oficial del Estado de Chiapas, número 299 del 11 de mayo de 2011, la regionalización de la entidad quedó conformada por 15 regiones socioeconómicas, dentro de las cuales el municipio de San Andrés Duraznal está contenido en la Región VII De Los Bosques.

## Información Geográfica

### Ubicación
Se ubica en la Región Socioeconómica VII DE LOS BOSQUES. Limita al norte y al oeste con Pueblo Nuevo Solistahuacán, al este con Simojovel, al sur con Jitotol. Las coordenadas de la cabecera municipal son: 17° 7′ 43″ de latitud norte y 92°48'12" de longitud oeste y se ubica a una altitud de 1645 metros sobre el nivel del mar. Con una superficie territorial de 38.31 km² ocupa el 0.05% del territorio estatal.

### Clima
Los climas existentes en el municipio son: Cálido húmedo con lluvias abundantes de verano (79.37%) y Semicálido húmedo con lluvias todo el año (20.63%).
En los meses de mayo a octubre, las temperaturas mínimas promedio se distribuyen porcentualmente de la siguiente manera: de 9 a 12 °C (2.23%), de 12 a 15 °C (22.74%), de 15 a 18 °C (47.37%), de 18 a 21 °C (27.67%). En tanto que las máximas promedio en este periodo son: De 21 a 24 °C (9.12%), de 24 a 27 °C (45.92%), de 27 a 30 °C (31.4%) y de 30 a 33 °C (13.56%).
Durante los meses de noviembre a abril, las temperaturas mínimas promedio se distribuyen porcentualmente de la siguiente manera: de 6 a 9 °C (13.95%), de 9 a 12 °C (30.17%), de 12 a 15 °C (44.89%) y de 15 a 18 °C (11%). Mientras que las máximas promedio en este mismo periodo son: De 18 a 21 °C (35.26%), de 21 a 24 °C (38.61%) y de 24 a 27 °C (26.13%).
En los meses de mayo a octubre, la precipitación media es: de 1400 a 1700 mm (29.34%), y de 1700 a 2000 mm (70.66%). En los meses de noviembre a abril, la precipitación media es: de 350 a 400 mm (40.79%), de 400 a 500 mm (56.82%) y de 500 a 600 mm (2.39%).

### Vegetación
La cobertura vegetal y el aprovechamiento del suelo en el municipio se distribuye de la siguiente manera: Bosque mesófilo de montaña (secundaria) (50.98%), Pastizal cultivado (24.29%), Selva alta perennifolia (secundaria) (17.54%), Bosque mesófilo de montaña (4.61%), y Agricultura de temporal (2.57%).

### Edafología
Los tipos de suelos presentes en el municipio son: Plintosol (87.41%), y Luvisol (12.59%).

### Geología
Los tipos de roca que conforman la corteza terrestre en el municipio son: Caliza (roca sedimentaria) (94.53%) y Lutita-Arenisca (roca sedimentaria) (5.47%).

### Fisiografía
El municipio forma parte de la región fisiográfica Montañas del Norte.
La altura del relieve varía entre los 500 m y los 2.100 m s. n. m. .
Las formas del relieve presentes en el municipio son: Sierra alta escarpada compleja (100%).

### Hidrografía
El municipio se ubica dentro de las subcuencas R. Almendro que forman parte de la cuenca R. Huixtla y Otros.
Las principales corrientes de agua en el municipio son: río Colorado

### Áreas Naturales Protegidas
Este municipio no cuenta con áreas naturales protegidas o bajo conservación.

## Localidades
En el censo de 2020 el municipio de San Andrés Duraznal contaba con 13 localidades.
| Código INEGI    | Localidad                   | Población (2020) |
| --------------- | --------------------------- | ---------------- |
| 071180001       | San Andrés Duraznal         | 3 869            |
| 071180002       | Rivera Galeana              | 1 079            |
| 071180003       | Jotolchén                   | 446              |
| 071180004       | Las Limas Dos               | 150              |
| 071180005       | Las Limas Uno               | 116              |
| 071180010       | Río Blanco                  | 110              |
| 071180011       | El Roblar                   | 106              |
| 071180008       | El Ocotal                   | 64               |
| 071180007       | Lindavista segunda fracción | 44               |
| 071180009       | El Palmar                   | 32               |
| 071180012       | La Sultana                  | 13               |
| 071180006       | Lindavista                  | 9                |
| 071180014       | Cacateal                    | 9                |
| Total municipal | Total municipal             | 6 047            |